# Junior vízilabda-világbajnokság
A junior vízilabda-világbajnokság az Nemzetközi Úszószövetség (World Aquatics) szervezésében, kétévente megrendezésre kerülő nemzetközi vízilabdatorna, melyet 1981-ben alapítottak. A férfiaknál 1981-ben, míg nőknél 1995-ben volt az első verseny. A tornán jelenleg U20-as korosztályú csapatok vehetnek részt.

## Érmesek

### Férfi
| Év   | Helyszín      |                       |               |               |
| ---- | ------------- | --------------------- | ------------- | ------------- |
| 1981 | Como          | Szovjetunió           | Kuba          | Magyarország  |
| 1983 | Barcelona     | Spanyolország         | Jugoszlávia   | Kuba          |
| 1985 | Isztambul     | Szovjetunió           | Magyarország  | Jugoszlávia   |
| 1987 | São Paulo     | Spanyolország         | Jugoszlávia   | Olaszország   |
| 1989 | Narbonne      | Jugoszlávia           | Szovjetunió   | NDK           |
| 1991 | Long Beach    | Spanyolország         | Kuba          | Magyarország  |
| 1993 | Kairó         | Olaszország           | Spanyolország | Magyarország  |
| 1995 | Dunkerque     | Magyarország          | Görögország   | Szlovákia     |
| 1997 | Havanna       | Horvátország          | Magyarország  | Görögország   |
| 1999 | Kuvait        | Olaszország           | Ausztrália    | Jugoszlávia   |
| 2001 | Isztambul     | Görögország           | Horvátország  | Magyarország  |
| 2003 | Nápoly        | Szerbia és Montenegró | Magyarország  | Olaszország   |
| 2005 | Mar del Plata | Szerbia és Montenegró | Horvátország  | Spanyolország |
| 2007 | Long Beach    | Magyarország          | Olaszország   | Horvátország  |
| 2009 | Sibenik       | Horvátország          | Görögország   | Szerbia       |
| 2011 | Vólosz        | Szerbia               | Spanyolország | Görögország   |
| 2013 | Szombathely   | Olaszország           | Horvátország  | Szerbia       |
| 2015 | Almati        | Szerbia               | Olaszország   | Magyarország  |
| 2017 | Belgrád       | Görögország           | Horvátország  | Szerbia       |
| 2019 | Kuvait        | Görögország           | Szerbia       | Olaszország   |
| 2021 | Prága         | Szerbia               | Olaszország   | Montenegró    |
| 2023 | Bukarest      | Magyarország          | Szerbia       | USA           |
| 2025 | Zágráb        | Spanyolország         | USA           | Horvátország  |

### Női
| Év   | Helyszín          |               |               |               |
| ---- | ----------------- | ------------- | ------------- | ------------- |
| 1995 | Sainte-Foy        | Hollandia     | Ausztrália    | USA           |
| 1997 | Prága             | Görögország   | Ausztrália    | USA           |
| 1999 | Messina           | Ausztrália    | Kanada        | Magyarország  |
| 2001 | Perth             | USA           | Ausztrália    | Oroszország   |
| 2003 | Calgary           | Kanada        | USA           | Spanyolország |
| 2005 | Perth             | USA           | Oroszország   | Ausztrália    |
| 2007 | Porto             | Ausztrália    | Kína          | Magyarország  |
| 2009 | Hanti-Manszijszk  | Oroszország   | Hollandia     | USA           |
| 2011 | Trieszt           | Spanyolország | Magyarország  | Ausztrália    |
| 2013 | Vólosz            | USA           | Spanyolország | Görögország   |
| 2015 | Vólosz            | USA           | Spanyolország | Oroszország   |
| 2017 | Vólosz            | Oroszország   | Görögország   | Hollandia     |
| 2019 | Funchal           | Oroszország   | Hollandia     | Olaszország   |
| 2021 | Netánja           | Spanyolország | Görögország   | Magyarország  |
| 2023 | Coimbra           | Magyarország  | Spanyolország | Hollandia     |
| 2025 | Salvador da Bahia | USA           | Spanyolország | Görögország   |

## Magyar szereplés

### Férfi
| Év   | Helyezés | Szövetségi kapitány | A magyar válogatott tagjai |
| ---- | -------- | ------------------- | --- |
| 1981 |          | Molnár Endre        | Mátéfalvy Csaba, Hegyvári Sándor – Deák Róbert, Dóczi István, Hegmann György, Matusek Gyula, Matusik Lajos, Megyesi Zoltán, Pál Ferenc, Petőváry Zsolt, Sóskúti Ferenc, Szileczky Péter, Tamás Jenő                                  |
| 1983 | –        |                     | Anyagi okok miatt nem vett részt. |
| 1985 |          | Szívós István       | Miller Zsolt, Nagy Szabolcs – Bene András, Fazekas Zoltán, Pardi Tibor, Gyöngyösi András, Tóth II. László, Tóth I. László, Zantleitner Tamás, Mohi Zoltán, Vincze Balázs, Győri Gábor, Csizmadia Zsolt                               |
| 1987 | –        |                     | Anyagi okok miatt nem vett részt. |
| 1989 | 5. hely  | Szívós István       | Kardos István – Benedek Tibor, Fazekas Zoltán, Gál András, Kiss Zoltán, Liebhauser József, Konrád János, Loványi Róbert, Martinovics György, Pellei Csaba, Péter Imre, Tóth Frank, Varga I. Zsolt                                    |
| 1991 |          | Kemény Ferenc       | Kökény Balázs, Németh Zsolt – Balogh Gábor, Benedek Tibor, Fodor Rajmund, Konrád János, Monostori Attila, Müller Péter, Nagy Tibor, Szabó Gábor, Szabó Zoltán, Tary Nándor, Török Tibor                                              |
| 1993 |          | Kemény Ferenc       | Kökény Balázs, Kovács Zoltán – Fodor Rajmund, Lukács Dénes, Märcz Tamás, Mód Péter, Nagy Pál, Nagy Gergely, Nagy Tibor, Petik Attila, Steinmetz Barnabás, Tiba Péter, Varga Tamás                                                    |
| 1995 |          | Kemény Ferenc       | Pelle Balázs – Fodor Rajmund, Hesz Máté, Kásás Tamás, Kiss Gergely, Molnár Tamás, Mód Péter, Regős Áron, Steinmetz Barnabás, Székely Bulcsú, Tiba Péter, Varga Tamás, Vári Attila                                                    |
| 1997 |          | Kemény Ferenc       | Török Péter, Szécsi Zoltán – Bárány Attila, Binder Szabolcs, Boncföldi András, Császár György, Dávid Zoltán, Kiss Csaba, Kiss Gergely, Lontay Dániel, Matajsz Márk, Steinmetz Ádám, Varga II. Zsolt                                  |
| 1999 | 5. hely  | Kemény Ferenc       | Áts Bertalan, Tory Zoltán – Bánhidi András, Haufe Tamás, Katonás Gergely, Madaras Norbert, Maklári Ádám, Nyéki Balázs, Steinmetz Ádám, Szivós Márton, Tromler Miklós, Varga Péter, Vindisch Ferenc                                   |
| 2001 |          | Merész András       | Barát Ferenc, Jászberényi Gábor – Bánhidy András, Ferkó Dániel, Haufe Tamás, Kis Gábor, Kovács Olivér, Paján Viktor, Suti Viktor, Szivós Márton, Szűcs Levente, Varga Dániel, Weszelovszky László                                    |
| 2003 |          | Godova Gábor        | Gárdonyi András, Nagy Viktor – Balatoni Máté, Czigány Károly, Decker Ádám, Gór-Nagy Miklós, Hosnyánszky Norbert, Létay Krisztián, Süveges Máté, Szabó Nándor, Szirányi Balázs, Varga Dániel, Varga Dénes                             |
| 2005 | 5. hely  | Vad Lajos           | Baksa László, Gárdonyi András – Bálint Gergő, Hárai Balázs, Heinrich Dávid, Juhász Zsolt, Kállay Márk, Kuncz Tamás, Máthé Balázs, Németh Dániel, Salamon Ferenc, Somogyi Balázs, Tóth Márton                                         |
| 2007 |          | Keszthelyi Tibor    | Bisztritsányi Dávid, Decker Attila – Borsos Endre, Hárai Balázs, Kincses Attila, Lázár Zsolt, Marnitz Gergő, Pecz Gábor, Salamon Ferenc, Szabó Botond, Sziklai Tamás, Varga Dénes, Vörös Viktor                                      |
| 2009 | 9. hely  | Derekas Szilárd     | Meixner Marcell, Barabás Botond – Angyal Dániel, Bátori Bence, Ernyei Márk, Fazekas Tibor, Fülöp Bence, Jakab László, Jansik Dávid, Korényi Balázs, Laczkovics Krisztián, Rusz Bertalan, Szentesi Ádám                               |
| 2011 | 8. hely  | Székely Bulcsú      | Lévai Márton, Meixner Marcell – Angyal Dániel, Bátori Bence, Csapó Miklós, Fazekas Tibor, Fülöp Bence, Jansik Dávid, Keresztes István, Korényi Balázs, Kovács Péter, Szentesi Ádám, Vámos Márton                                     |
| 2013 | 4.       | Horkai György       | Bendes J. Viktor, György Dávid – Bedő Krisztián, Berta József, Csapó Miklós, Gyárfás Tamás, Jansik Szilárd, Lőrincz Bálint, Manhercz Krisztián, Német Toni, Sedlmayer Tamás, Szabó Bendegúz, Telegdy András                          |
| 2015 |          | Horkai György       | Kardos Gergely, Vogel Soma – Kalanovics Balázs, Kovács Gergő, Kolozsi Marcell, Manhercz Krisztián, Nagy Ádám, Pohl Zoltán, Sedlmayer Tamás, Vogel Simon, Zalánki Gergő                                                               |
| 2017 | 4. hely  | Horkai György       | Csiszár Boldizsár, Vogel Soma – Burián Gergely, Csacsovszky Erik, Lukács Dorián, Manhercz Krisztián, Nagy Ádám, Simon Henrik, Sélley-Rauscher Domonkos, Szatmári Kristóf, Teleki András, Vadovics Viktor, Zerinváry Lóránd           |
| 2019 | 9. hely  | Kemény Kristóf      | Bányai Márk, Mizsei Márton – Aranyi Máté, Ágh György, Baksa Benedek, Bóbis Botond, Dala Döme, Fekete Gergő, Magyar Márton, Sugár Péter, Szeghalmi Zsombor, Turnai András, Vigvári Vince                                              |
| 2021 | 4. hely  | Cseh Sándor         | Gyapjas Brendon, Korom Dániel – Aranyi Máté, Batizi Benedek, Gábor Lőrinc, Kevi Bendegúz, Konarik Ákos, Mészáros Mátyás, Molnár Erik, Nyíri Balázs, Szeghalmi Zsombor, Vigvári Vendel, Vigvári Vince                                 |
| 2023 |          | Kovács Róbert       | Danka Benedek, Gyapjas Viktor – Ekler Zsombor, Lakatos Soma, Mészáros Mátyás, Molnár Erik, Nagy Ákos, Nagy Norbert, Pető Attila, Szalai Péter, Szécsi Marcell, Tátrai Dávid, Varga Vince, Vigvári Vince, Vismeg Zsombor              |
| 2025 | 4. hely  | Nagy Sándor         | Szabó Gergő, Szitás Dávid – Balogh Botond, Benedek Mór, Cseh Maxim, Haverkampf Bence, Leinweber Olivér (csk), Lugosi Csongor, Nagy Zalán Márk, Peőcz Ádám, Pörge Zsombor, Tóth András, Tóth Martin Zétény, Varga Vince, Zeman Márton |

### Női
| Év   | Helyezés | Szövetségi kapitány | A magyar válogatott tagjai |
| ---- | -------- | ------------------- | --- |
| 1995 | –        |                     | Nem vett részt. |
| 1997 | 4. hely  | Györe Lajos         | Pápai Márta, Györe Zsuzsanna, Varga Zita – Ádám Anna, Bódi Anett, Cservenák Dóra, Drávucz Rita, Pelle Anikó, Primász Ágnes, Valkay Anna, Valkay Ágnes, Valkay Erzsébet, Várady Krisztina                                 |
| 1999 |          | Györe Lajos         | Tóth II. Andrea, Varga Zita – Ádám Zsuzsanna, Bódi Anett, Cservenák Dóra, Drávucz Rita, Györe Anett, Győri Eszter, Kisteleki Dóra, Primász Ágnes, Tóth I. Andrea, Valkay Ágnes, Valkay Erzsébet                          |
| 2001 | 4. hely  | Györe Lajos         | Tóth II. Andrea, Szaniszló Gabriella – Erdősi Vera, Győri Anett, Győri Eszter, Hőnigh Ágnes, Ipacs Barbara, Kisteleki Dóra, Molnár Anett, Tóth Lilla, Valkay Ágnes, Varga Andrea, Zsámbok Lili                           |
| 2003 | –        |                     | Nem vett részt. |
| 2005 | 11. hely | Györe Lajos         | Jankovics Eszter, Papp Tímea – Bodor Barbara, Brávik Fruzsina, Huszka Zsuzsanna, Kiss Alexandra, Kisteleki Orsolya, Poszkoli Rita, Ráski Lilla, Szűcs Gabriella, Takács Orsolya, Tomaskovics Eszter, Tóth Ildikó         |
| 2007 |          | Merész András       | Kasó Orsolya, Gyöngyössy Anikó – Dalmády Szandra, Hegedűs Renáta, Huszka Zsuzsanna, Jancsó Patrícia, Keszthelyi Rita, Kiss Alexandra, Poszkoli Rita, Ráski Lilla, Szűcs Gabriella, Tomaskovics Eszter, Tóth Ildikó       |
| 2009 | 4. hely  | Merész András       | Bolonyai Flóra, Szabó Ivett – Antal Dóra, Ács Tímea, Bodrogi Zsófia, Czigány Dóra, Illés Anna, Keszthelyi Rita, Kisteleki Hanna, Kovács Dóra, Kövér-Kis Réka, Pengő Nikolett, Somhegyi Noémit                            |
| 2011 |          | Kelemen Attila      | Bolonyai Flóra, Szabó Ivett – Antal Dóra, Czigány Dóra, Illés Anna, Keszthelyi Rita, Kisteleki Hanna, Kocsis Laura, Kövér-Kis Réka, Molnár Tímea, Pardi Petra, Pengő Nikoletta, Somhegyi Noémi                           |
| 2013 | 6. hely  | Mihók Attila        | Horváth Anna, Barna Edina – Antal Dóra, Garda Krisztina, Gémes Alexa, Gurisatti Gréta, Horváth Brigitta, Illés Anna, Kövesdi Vivien, Miklós Réka, Polák Zsófia, Miskolczi Kitti, Ziegler Diána                           |
| 2015 | 7. hely  | Petrovics Mátyás    | Doroszlai Vanda, Kiss Alexandra – Gurisatti Gréta, Hertzka Orsolya, Horváth Brigitta, Kuna Szonja, Leimeter Dóra, Máté Zsuzsanna, Sikter Diána, Szilágyi Dorottya, Varga Viktória                                        |
| 2017 | 6. hely  | Faragó Tamás        | Lekrinszki Gina, Maczkó Lilla – Brezovszki Gerda, Farkas Tamara, Hertzka Orsolya, Huszti Dóra, Kiss Eszter Lara, Koncz Hanna, Kuna Szonja, Mchunu Hlengiwe, Tóth Csenge, Varga Viktória, Vályi Vanda                     |
| 2019 | 7. hely  | Faragó Tamás        | Maczkó Lilla, Magyari Alda – Ármai Zita, Faragó Berta, Faragó Kamilla, Kiss Eszter Lara, Kudella Panna, Muzsnay Fanni, Petik Panna, Petőváry Luca, Rybanska Natasa, Utassy Kata, Vályi Vanda                             |
| 2021 |          | Varga Tamás         | Kakas Krisztina, Neszmély Boglárka – Aubéli Tekla, Baksa Vanda, Dömsödi Dalma, Kudella Panna, Peresztegi Nagy Kinga, Petik Panna, Pőcze Panna, Szegedi Panni, Tátrai Szonja, Telek Dorottya, Valentin Kamilla            |
| 2023 |          | Benczur Márton      | Golopencza Szonja, Neszmély Boglárka – Aubéli Tekla, Dömsödi Dalma, Fekete Flóra, Golopencza Nóra, Hajdú Kata, Irmes Rozi, Kardos Laura, Kóka Zelma, Mácsai Eszter, Sümegi Nóra, Szegedi Panni, Tiba Panna, Varró Eszter |
| 2025 | 5.       | Sike József         | Torma Luca, Golopencza Szonja – Batizi Emese, Hajdú Kata, Horváth Luca, Horváth Zsófi, Kardos Dominika, Kardos Laura, Kiss Patrícia, Lendvai Natasa, Lendvay Zoé, Mácsai Eszter, Pogonyi Bíbor, Sóti Lili, Varró Eszter  |